# 1 de julho na Universíada de Verão de 2009
O dia 1 de julho de 2009 foi o dia da Cerimônia de abertura e o segundo dia de competições da Universíada de Verão de 2009. Não houve disputa de medalhas neste dia. Iniciaram-se as competições de basquetebol, polo aquático e taekwondo.

## Modalidades
- Basquetebol
- Polo aquático
- Taekwondo

## Destaques do dia

### Basquetebol

#### Torneio feminino - fase preliminar
Essas foram as partidas programadas:
| Grupo A - SRB 67: 76 GBR - USA 115: 30 FRA Grupo B - AUS 112: 69 JPN - CAN 79: 85 SVK | Grupo C - RUS 105: 52 MOZ - TPE 73: 64 HUN Grupo D - POL 83: 73 CHN - CZE 107: 55 TUR |

### Polo aquático

#### Torneio feminino - fase preliminar
Essas foram as partidas programadas:
| Grupo A - SRB 3: 9 CAN - JPN 3: 12 RUS | Grupo B - AUS 11: 9 ITA - CHN 11: 8 HUN |

### Taekwondo
Esses foram os eventos programados:

#### Masculino
Individual
- Primeiro pumsae compulsório (fase preliminar)
- Segundo pumsae compulsório (fase semifinal)

#### Feminino
Individual
- Primeiro pumsae compulsório (fase preliminar)
- Segundo pumsae compulsório (fase semifinal)